# Alexandre Beliavski (acteur)
Pour les articles homonymes, voir Beliavski et Aleksandr Beliavski.
Alexandre Borissovitch Beliavski (en russe : Алекса́ндр Бори́сович Беля́вский), né le 6 mai 1932 à Moscou (Union soviétique) et mort le 8 septembre 2012, à Moscou (Russie), est un acteur soviétique puis russe de théâtre et cinéma. Pour le public soviétique, son nom est associé au personnage de Fox de l'adaptation du roman policier des frères Vaïner 38, rue Petrovka. L'artiste travaillait également au doublage des films et dessins animés et était le premier présentateur de l'émission télévisée Kabatchok 13 stuliev dans les années 1960.

## Biographie
Beliavski fait ses études dans la classe de Vladimir Etouch à l'Institut d'art dramatique Boris Chtchoukine en 1957-1961. Il débute au cinéma en 1957, avec un petit rôle dans Récits sur Lénine de Sergueï Ioutkevitch.
Il devient acteur du Théâtre de la Satire en 1961-1964, puis, du Théâtre Stanislavski en 1964-1966. Depuis 1966, il fait partie de la troupe du Théâtre national d'acteur de cinéma.
Le 16 janvier 1966, Beliavski présente le premier épisode de l'émission humoristique Kabatchok 13 stuliev créée par Gueorgui Zelinski, dont l'histoire se déroule dans le décor d'un café polonais et les personnages se nomment panowie [Messieurs] à la polonaise. Ainsi Beliavski devient pan Présentateur jusqu'au mars 1967, quand il sera remplacé par Andreï Mironov.
Il est distingué artiste émérite de la RSFSR en 1988 et artiste du peuple de la fédération de Russie en 2003.
Le 8 septembre 2012, l'acteur fait une chute du troisième étage de son immeuble du Bolchoï Tichinski pereoulok à Moscou. On n'arrivera pas à déterminer s'il s'agit du suicide ou d'un accident. Certains faits restent inexpliqués, comme la canne de Beliavski retrouvée au cinquième étage de sa cage d'escalier, alors qu'il habitait au troisième. Il sera enterré au cimetière Kouzminskoïe.

## Filmographie partielle
- 1965 : Je vais au-devant de l'orage (Иду на грозу, Idu na grozu) de Sergueï Mikaelian : Sergueï Krylov
- 1967 : Pluie de juillet de Marlen Khoutsiev : Vladimir
- 1967 : Quatre tankistes et un chien de Konrad Nałęcki : capitaine Ivan Pavlov
- 1975 : L'Ironie du sort de Eldar Riazanov : Aleksandr
- 1979 : Il ne faut jamais changer le lieu d'un rendez-vous de Stanislav Govoroukhine : Fox
- 1980 : La Jeunesse de Pierre Le Grand (Юность Петра) de Sergueï Guerassimov : Lev Narychkine
- 1981 : Le Début des affaires glorieuses (В начале славных дел) de Sergueï Guerassimov : Lev Narychkine
- 1985 : One Second for a Feat : Chistyakov
- 2002 : La Somme de toutes les peurs de Phil Alden Robinson : Amiral Ivanov

## Doublage
- 1986 : À la recherche du capitaine Grant (В поисках капитана Гранта) de Stanislav Govoroukhine : Tom Austin, Raimundo Scorza